# خانه پوشالی (مجموعه تلویزیونی آمریکایی)
خانهٔ پوشالی یک مجموعهٔ تلویزیونی اینترنتی آمریکایی و محصول سال ۲۰۱۳ میلادی در ژانر درام سیاسی و دلهره‌آور سیاسی است. این مجموعه تلویزیونی در شش فصل و به تعداد ۷۳ قسمت، به کارگردانی بو ویلیمن و ساخته دیوید فینچر، کوین اسپیسی، اریک راث، اندرو دیویس و مایکل دابز بوده و از سوی شبکه نتفلیکس منتشر شده است. این مجموعه تلویزیونی برگرفته از مجموعه تلویزیونیی بریتانیایی به همین نام ساخت بی‌بی‌سی و نیز رمانی با همین نام نوشته مایکل دابز عضو حزب محافظه‌کاران بریتانیا بود. از فصل اول تا پنجم، تمرکز داستان بر روی شخصیتی به نام فرانک آندروود است که با جاه‌طلبی‌اش، در پی کسب و حفظ ریاست جمهوری ایالات متحدهٔ آمریکا است. در فصل ششم به دلیل اتهام سوء رفتار جنسی به اسپیسی -که بعداً از آن با پرداخت خسارت به نتفلیکس تبرئه شد- و کنار گذاشتن وی، تمرکز روایی سریال بر همسر وی کلر آندروود بود. این مجموعه تلویزیونی برندهٔ جوایزی نیز شده است.
نتفلیکس در ۳۰ اکتبر ۲۰۱۷ اعلام کرد که پس از اتهامات سوء رفتار جنسی کوین اسپیسی، فصل ششم خانه پوشالی آخرین فصل این مجموعه تلویزیونی خواهد بود. در ۳ نوامبر ۲۰۱۷ نیز بنا بر اعلام نتفلیکس اسپیسی از این مجموعه تلویزیونی اخراج شد. در ۴ دسامبر ۲۰۱۷ اعلام گردید که فصل ششم در هشت قسمت و بدون حضور اسپیسی ضبط خواهد شد. فصل ششم این مجموعه تلویزیونی در ۲ نوامبر ۲۰۱۸ منتشر شد.

## فصول

### فصل نخست (۲۰۱۳)
فصل نخست این مجموعه تلویزیونی، دارای ۱۳ قسمت می‌باشد که در سال ۲۰۱۳ توسط نتفلیکس ارائه شد.
فصل نخست این مجموعه تلویزیونی شامل ۱۳ قسمت است و از اول فوریه ۲۰۱۳ روی آنتن نت فلیکس رفت.
در این فصل به تلاش‌های فرانک آندروود برای تصویب اصلاحیه قانون آموزش پرورش و در نهایت رسیدن به معاونت اول رئیس‌جمهوری می‌شود.

### فصل دوم (۲۰۱۴)
فصل دوم این مجموعه تلویزیونی به گفته وب سایت نت فلیکس از فوریه ۲۰۱۴ به نمایش درآمد.
در این فصل، فرانک آندروود که به مقام ریاست جمهوری بسیار نزدیک تر شده تلاش‌هایش برای کسب این مقام را شدت می‌بخشد. در میان اشخاص داستان، خبرنگاری به نام آیلا صیاد (Ayla Sayyad) دیده می‌شود که قصد سر درآوردن از جنگ قدرت میان مهره‌های سیاسی واشینگتن را دارد. صیاد (به بازیگری Mozhan Marno) یک یهودی ایرانی است که از ایران فرار کرده و اکنون مقیم آمریکاست.

### فصل سوم (۲۰۱۵)
در فصل سوم فرانک آندروود به رئیس‌جمهوری رسیده و در حال رقابت در انتخابات میان دوره یا درون حزبی است و در صدد نگهداشتن این مقام در اختیار خود است.

### فصل چهارم (۲۰۱۶)
خانهٔ پوشالی فصل چهارم
دراین فصل اختلافاتی بین کلر و فرانک به وجود می‌آید و کلر قصد ترک کردن فرانک را دارد تا اینکه فرانک ترور می‌شود و کلر پیش فرانک می‌رود. فرانک بعد از بهبودی به کلر پیشنهادی می‌دهد که کلر آن را قبول می‌کند.

### فصل پنجم (۲۰۱۷)
فصل پنجم این مجموعه تلویزیونی در ژوئن ۲۰۱۷ در نت‌فلیکس بالاگذاری شد.
در این فصل، کلر پیشنهاد فرانک که معاونت ریاست جمهوری است را قبول می‌کند. در عین حال هر دو برای افزایش پیروزی در رقابت انتخاباتی سعی در پررنگ کردن خطر تروریسم دارند. مجلس نمایندگان برای رسیدگی به جرائم فرانک کارگروهی تشکیل می‌دهد. فرانک موفق می‌شود با توسل به حملات تروریستی و اعلام حکومت نظامی، انتخابات را در برخی ایالات به تعویق بیندازد. پس از عدم موفقیت مجلس نمایندگان در انتخاب رئیس‌جمهور، کلر به عنوان رئیس‌جمهور موقت انتخاب می‌شود. در نهایت آندروودها به کمک رئیس پویش نامزد جمهوری‌خواه مارک آشر (با بازی کمپبل اسکات) پیروز انتخابات می‌شوند. مجلس نمایندگان در پی استیضاح فرانک آندروود است که او با معامله با جاسوسی به نام جین دیویس (با بازی پاتریشا کلارکسون) از ریاست جمهوری استعفا می‌دهد تا کلر به ریاست جمهوری برسد.

### فصل ششم (۲۰۱۸)
با حذف شخصیت فرانک در این فصل، حالا کلر فرصت بیشتری برای خودنمایی در داستان پیدا کرده است. اضافه شدن دو شخصیت از خانوادهٔ شپرد نیز، توانسته قصه را با چالش‌های گوناگونی مواجه سازد.

### کارگردان‌های قسمت‌های گوناگون
هر قسمت مجموعه تلویزیونی خانهٔ پوشالی به وسیله یکی از بزرگان سینما کارگردانی شده است. در زیر، نام کارگردان و نام قسمت یا قسمت‌هایی که کارگردانی کرده است آمده است:
دیوید فینچر فصل اول، قسمت ۱ و ۲.
جیمز فولی فصل اول، قسمت ۳ و ۴ و ۹ / فصل دوم، قسمت ۳ و ۴ و ۷ و ۸ و ۱۲ و ۱۳
جوئل شوماخر فصل اول، قسمت ۵ و ۶
چارلز مک‌دوگال فصل اول، قسمت ۷ و ۸
کارل فرانکلین فصل اول، قسمت ۱۰ و ۱۱ / فصل دوم، قسمت ۱ و ۲
آلن کولتر فصل اول، قسمت ۱۲ و ۱۳
جان کولز فصل دوم، قسمت ۵ و ۶ و ۱۱
جودی فاستر فصل دوم، قسمت ۹
رابین رایت فصل دوم، قسمت ۱۰/ فصل پنجم، قسمت ۱۲ و ۱۳

## بازیگران
- کوین اسپیسی: فرانک آندروود
- رابین رایت: کلر آندروود
- کیت مارا: زوئی بارنز
- کوری استول: پیتر روسو
- مایکل کلی: داگ استمپر
- کریستن کانلی
- کانستنس زیمر
- مایکل گیل: گرت واکر
- جین اتکینسون: کاترین دورانت
- ماهرشالا علی: رمی دانتون
- مالی پارکر: جکی شارپ
- ناتان دارو: ادوارد میچم
- ریچل بروزناهان: ریچل پوزنر
- مژان مارنو: آیلا صیاد
- جرالد مک‌رینی: ریموند تاسک
- سباستین ارسلوس: لوکاس گودوین
- بوریس مک‌گیور: تام هامرشمیت
- کانستنس زیمر: جنین اسکورسکی
- درک سسیل: سث گریسون
- نو کمبل: لیان هاروی
- سکینه جعفری: لیندا واسکز
- رج ئی. کثی: فردی (آشپز)
- مارک کودیش
- کلی اوکوین

## دلیل پایان ساخت
با توجه به اتهامات مطرح شده، شبکه نت‌فلیکس ساخت ادامهٔ مجموعهٔ تلویزیونی خانه پوشالی را متوقف کرد. فصل ششم به عنوان آخرین فصل این مجموعه، اعلام و پخش آن در سال ۲۰۱۸ پایان یافت. مجموعه تلویزیونی در ۱۸ ژوئیه ۲۰۱۹ از اتهامات وارده تبرئه شد.[۹][۱۰] هشت تن از دست‌اندرکاران این مجموعه نیز، اسپیسی را به سوءرفتار جنسی متهم کردند.[۱۱]